# Tacarigua de La Laguna (paroisse civile)
Pour les articles homonymes, voir Tacarigua de La Laguna et Tacarigua.
Tacarigua de La Laguna est l'une des cinq paroisses civiles de la municipalité de Páez dans l'État de Miranda au Venezuela. Sa capitale est Tacarigua de La Laguna. En 2011, sa population s'élève à 5 329 habitants. Son épithète de Laguna, « lagune » en espagnol, provient de la lagune qui occupe la quasi-totalité de son territoire tandis que sa capitale est située sur un cordon littoral au bord de l'océan Atlantique.

## Géographie

### Démographie
Hormis sa capitale Tacarigua de La Laguna, la paroisse civile possède plusieurs localités :
- Agua Salada
- El Coquito
- Las Lapas
- Puerto Tuy
- Tacarigua de La Laguna
  - Belén
- Urbanización Barlovento